# Wolfgang Krätschmer
Wolfgang Krätschmer  (nacido el 16 de noviembre de 1942 en Berlín) es un físico alemán.
Krätschmer estudió física en Berlín. Después de su diploma, fue al Instituto Max Planck de Física Nuclear en Heidelberg y obtuvo su doctorado allí en 1971 con una tesis sobre huellas grabadas artificialmente de iones pesados acelerados en cuarzo. En su carrera, ha trabajado en pistas de iones pesados de rayos cósmicos en muestras lunares, así como en espectros infrarrojos y UV de polvo interestelar.
Junto con su estudiante de doctorado Konstantinos Fostiropoulos y con Donald Huffman de la Universidad de Arizona, desarrolló un procedimiento para la síntesis de fullerenos. Este procedimiento fue el primero en producir fullerenos en grandes cantidades para experimentos químicos. Desde 1993 es profesor honorario en la Universidad de Heidelberg.

## Honores
- 1992 - Popa - Medalla Gerlach
- 1993 - Premio Gottfried Wilhelm Leibniz
- 1994 - Premio Hewlett-Packard Europhysics
- 2002 - Medalla Carl Friedrich Gauss
- 2008 - Medalla Liebig
- 2008 - Doctorado honorario de la Universidad de Basilea
- 2010 - Premio al inventor europeo en la categoría "Logro de por vida" otorgado por la Oficina Europea de Patentes